# Peucedanum sumbul
Peucedanum sumbul är en flockblommig växtart som beskrevs av Henri Ernest Baillon. Peucedanum sumbul ingår i släktet siljor, och familjen flockblommiga växter. Inga underarter finns listade i Catalogue of Life.